# ポルックス石
ポルックス石もしくはポルサイト (Pollucite)は、ゼオライト鉱物であり、
一般的に鉄、カルシウム、カリウム、ルビジウムが置換元素として含まれる。
構造式は、(Cs,Na)2Al2Si4O12·2H2O。
セシウム資源、ルビジウム資源として重宝される鉱石でもある。
方沸石との間に、一連の固溶体系列を形成する。等軸六八面体の結晶系として分類され、白色、灰色、
まれに桃色や青色の塊として結晶化するが、結晶性のよいものが形成されることはまれである。
モース硬度6.5、比重2.9。脆性破壊を起こし、へき開はない。

## 発見と存在
1846年、イタリア、エルバ島におけるポルックス石の存在について、ドイツの鉱物学者であるアウグスト・ブライトハウプトが言及したのが、ポルックス石に関する初めての記述であった。
ポルックス石は、ブライトハウプトが同時に発見・命名したカストライト（＝ペタライト）に関連して発見されることが多かったため、ギリシャ神話の双子の神である「カストル」と、
「ポルックス」にちなんで、ポルックス石と名付けられた。ただし、カストライトは1800年にジョゼ・ボニファチオ・デ・アンドラダにより発見されたペタライトと同一であったことが判明したため鉱物名としては消滅した。
1848年のカール・フリードリヒ・プラットナーによる初めての分析では高濃度に含まれるセシウムの存在が見落とされていたが、1860年に行われた2度目の分析で、ポルックス石にセシウムが含まれることが分かり、1864年にはそれが高濃度であることが示された。
ポルックス石は花崗岩質岩石の中でも、リチウムを豊富に含むペグマタイト中に典型的に存在しており、
石英、ペタライト、アンブリゴナイト、リシア輝石、
リシア雲母、リシア電気石、錫石、コルンブ石、燐灰石、
ユークリプタイト、白雲母、曹長石および微斜長石のような鉱物と関連して産出される。
全世界におけるポルックス石の既知埋蔵量については、およそ82%がカナダ、マニトバ州のバーニック湖周辺に存在しており、
石油生産の補助に用いられる蟻酸セシウムの原料として、ポルックス石が採掘されている。
鉱石中にはおよそ20 wt%のセシウムが含まれている。